# Erythroxylum acrobeles
Erythroxylum acrobeles là một loài thực vật có hoa trong họ Erythroxylaceae. Loài này được W.A.Gentner mô tả khoa học đầu tiên năm 1957.